# Zrakoplovna nesreća JAT-a 1972.
Zrakoplovna nesreća JAT-a dogodila se 26. siječnja 1972. godine, kada je zrakoplov McDonnell Douglas DC-9 u vlasništvu JAT-a (Jugoslovenski Aerotransport) (registracija: YU-AHT) eksplodirao na relaciji Stockholm-Kopenhagen-Zagreb-Beograd. Zrakoplov je s 10.050 metara pao u blizini sela Srpska Kamenica (češ. Srbská Kamenice) u tadašnjoj Čehoslovačkoj, sada Češkoj. Od 28 osoba - 23 putnika i 5 članova posade - svi su poginuli osim stjuardese Vesne Vulović. 

### Verzije događaja
Jugaslovenske vlasti su za pad zrakoplova okrivile hrvatsku emigraciju. Pretpostavljalo se da je bila postavljena bomba u stražnjem dijelu aviona. Vlasti ČSSR i SFRJ sprovele su zajedničku istragu u kojoj je utvrđeno da je za rušenje zrakoplova kriva bomba postavljena iznutra.
Vesna Vulović, koja je preživjela slobodan pad s 10.160 metara u trenutku eksplozije bila je na zadnjem dijelu zrakoplova, kod repa, što je vjerojatno doprinijelo tome da preživi. Vesna Vulović je već u 1970-im godinama navedena u Guinnessovoj knjigi rekorda. Do sada drži rekord za preživljen pad s velike visine bez padobrana. Guinnessova knjiga rekorda se za ovu tvrdnju oslonila na izvor iz čehoslovačke državne tajne službe i službeni izvještaj o nesreći koji tvrdi da je zrakoplov eksplodirao na više od 10 km visine.
Ovaj događaj je spomenut u dvije epizode na TV-kanalu "Discovery": Dokumenti FBI-ja (The FBI Files) i Razbijači mitova‎ (MythBusters).
U siječnju 2009. njemački dopisnik u Češkoj Peter Hornung-Andersen objavio je teoriju da zrakoplov nije pao s visine od 10.000 m, nego samo nekoliko stotina metara, te da uzrok nesreće nije bila podmetnuta bomba. Novinar temelji rezultat na podacima iz dokumenata tajnih službi, stručnjaka i svjedoka. U svom izvješću tvrdi da je jugoslavenski zrakoplov slučajno pogodio projektil čehoslovačke protuzračne obrane. Priču o bombi je po njemu izmislila čehoslovačka vlast kako bi prikrila neuspjeh češke obavještajne službe. Češka zrakoplovna udruga nazvala je izvješće medijskim senzacionalizmom.
U dokumentarnom filmu švedske televizijske postaje TV4 tvrdi se da su ekstremističke organizacije Hrvatski narodni otpor i Hrvatsko revolucionarno bratstvo podmetnule bombu, a da ju je u Kopenhagenu u zrakoplovu vjerojatno ostavio Josip Senić.

## Vanjske poveznice
- (češ.) Accident to Yugislav aircraft YU-AHT on January 26, 1972 in Czech Kamenica. The blast from explosives in carry-on luggage in the front luggage compartment caused the plane crash of DC-9-30 Yugoslav Airlines flight JU 367 Stockholm - Copenhagen - Zagreb - Belgrade(  Arhivirana inačica izvorne stranice od 12. kolovoza 2014. (Wayback Machine), PDF format,  Arhivirana inačica izvorne stranice od 31. listopada 2012. (Wayback Machine))
  - (češ.) Summary Report of the State Aviation Investigation Inspectorate of the causes of the accident(NA, ÚCL, karton 84, sg. 2/1972)] (  Arhivirana inačica izvorne stranice od 4. ožujka 2016. (Wayback Machine))
  - eng. {{{1}}} English summary: Analysis and conclusions(  Arhivirana inačica izvorne stranice od 23. studenoga 2015. (Wayback Machine)) - English extract from the summary report to the International Civil Aviation Organization (NA, ÚCL, karton 83, sg. 2/1972)
  - (češ.) Draft interim report - the airspace at the time of the accident: report and radar images (NA, ÚCL, karton 83, sg. 2/1972)(  Arhivirana inačica izvorne stranice od 31. listopada 2012. (Wayback Machine))
  - Photos of radar screen at ATC Cottbus (East Germany)(  Arhivirana inačica izvorne stranice od 3. ožujka 2016. (Wayback Machine))
  - (češ.) Situační plán havárie letadla 1:10 000, příloha dokumentace o ohledání osobních věcí obětí. Federální ministerstvo vnitra, Odbor vyšetřování StB Ústí nad Labem (NA, ÚCL, karton 83, sg. 2/1972)(  Arhivirana inačica izvorne stranice od 2. studenoga 2013. (Wayback Machine))
- Detalji nesreće
- Slika YU-AHT
- Spomenik